# Marathon van Parijs 2001
De marathon van Parijs 2001 werd gelopen op zondag 8 april 2001. Het was de 25e editie van deze marathon.
Bij de mannen werd het een close finish tussen de Kenianen David Kiptoo en Simon Biwott. Beiden scoorden dezelfde eindtijd, 2:09.40, maar Biwott ging als eerste over de streep. Zijn landgenote Florence Barsosio won bij de vrouwen in 2:27.53.

## Uitslagen

### Mannen
| rang   | naam            | land | tijd    |
| ------ | --------------- | ---- | ------- |
| Goud   | Simon Biwott    | KEN  | 2:09.40 |
| Zilver | David Kiptoo    | KEN  | 2:09.40 |
| Brons  | Fred Kiprop     | KEN  | 2:09.43 |
| 4      | Mohamed Ezzher  | FRA  | 2:10.33 |
| 5      | Tesfaye Eticha  | ETH  | 2:10.33 |
| 6      | Mark Saina      | KEN  | 2:10.58 |
| 7      | Abdelhakim Bagy | FRA  | 2:11.06 |
| 8      | Worku Bikila    | ETH  | 2:11.48 |
| 9      | Elias Chelange  | KEN  | 2:12.51 |
| 10     | John Lagat      | KEN  | 2:13.11 |

### Vrouwen
| rang   | naam                  | land | tijd    |
| ------ | --------------------- | ---- | ------- |
| Goud   | Florence Barsosio     | KEN  | 2:27.53 |
| Zilver | Ruth Kutol            | KEN  | 2:27.54 |
| Brons  | Alina Gherasim        | ROU  | 2:29.16 |
| 4      | Zahia Dahmani         | FRA  | 2:29.58 |
| 5      | Mary Ptikani          | KEN  | 2:32.21 |
| 6      | Nives Curti           | ITA  | 2:32.51 |
| 7      | Judit Nagy            | HUN  | 2:33.26 |
| 8      | Silvana Trampuz       | AUS  | 2:35.01 |
| 9      | Chantal Dällenbach    | FRA  | 2:37.08 |
| 10     | Michelle Leservoisier | FRA  | 2:38.11 |

1976 ·
1977 ·
1978 ·
1979 ·
1980 ·
1981 ·
1982 ·
1983 ·
1984 ·
1985 ·
1986 ·
1987 ·
1988 ·
1989 ·
1990 ·
1991 ·
1992 ·
1993 ·
1994 ·
1995 ·
1996 ·
1997 ·
1998 ·
1999 ·
2000 ·
2001 ·
2002 ·
2003 ·
2004 ·
2005 ·
2006 ·
2007 ·
2008 ·
2009 ·
2010 ·
2011 · 
2012 · 
2013 ·
2014 ·
2015 ·
2016 ·
2017